# Helen Joseph (Aktivistin)
Helen Beatrice May Joseph (* 8. April 1905 in Easebourne, West Sussex, Vereinigtes Königreich; † 25. Dezember 1992 in Johannesburg, Südafrika; geboren als Helen Beatrice May Fennell) war eine südafrikanische Aktivistin gegen die Apartheid und Schriftstellerin.

## Leben
Helen Joseph wurde im englischen Easebourne nahe Midhurst geboren. Sie erwarb 1927 am King’s College London einen akademischen Abschluss im Fach Englisch und arbeitete anschließend drei Jahre als Lehrerin an einer Mädchenschule (Mahbubia Girls’ School) in Haiderabad in Indien. 1931 kam sie zu Freunden nach Südafrika, um sich von einem Unfall zu erholen. Ein Jahr unterrichtete sie nun am Clifton Preparatory School for Boys in Durban. In Südafrika lernte sie ihren späteren Mann, den Zahnarzt Billie Joseph kennen. Die Ehe wurde jedoch 1948 wieder geschieden. 1938 und 1939 reiste sie für eine kurze Zeit nach Indien. Nach ihrer Rückkehr war sie ehrenamtlich als Organisatorin des Indian Women’s Club in Durban tätig.
Während des Zweiten Weltkriegs arbeitete sie in der Women’s Auxiliary Air Force im Sozial- und Informationsdienst, einer Truppe von Frauen als Teil der britischen Royal Air Force. Nach ihrer Demobilisierung im Jahre 1946 ging sie nach Fordsburg und leitete hier das John Gray Community Centre. Daraus entwickelte sich der Wunsch nach einem Studium auf diesem Gebiet. Sie ließ sich an der Witwatersrand-Universität immatrikulieren und studierte Sozialwissenschaften.
1951 wurde Joseph bei der südafrikanischen Textilarbeitergewerkschaft angestellt. Sie war Gründungsmitglied des Congress of Democrats und eine der Führungspersonen, die auf dem Treffen des Congress of the People 1955 in Kliptown bei Johannesburg Abschnitte der neuen Freiheitscharta vorstellte. Sie spielte eine Schlüsselrolle bei der Gründung der Federation of South African Women und führte am 9. August 1956 eine Demonstration dieser Organisation an, bei dem 20.000 Frauen auf die Union Buildings in Pretoria zu marschierten, um gegen die 1952 verschärften Passgesetze zu protestieren. Dieser Tag wird seit 1994 in Südafrika als gesetzlicher Feiertag National Women’s Day gefeiert.
Im Treason Trial 1956 trat Helen Joseph neben Führern des African National Congress, etwa Nelson Mandela und Walter Sisulu, als Angeklagte auf. Sie wurde des Hochverrats bezichtigt und 1957 erstmals gebannt unter Anwendung des Suppression of Communism Act. Erst 1961 wurde sie, wie die anderen Angeklagten, freigesprochen. Am 13. Oktober 1962 war Joseph der erste Mensch, der gemäß dem Sabotage Act (deutsch: „Sabotagegesetz“) unter Hausarrest gestellt wurde. Zudem wurde sie nach dem Riotous Assemblies and Suppression of Communism Amendment Act (1954) als listed person geführt. Mehrfach gab es Anschläge auf ihr Leben. So wurde auf ihr Schlafzimmer geschossen und eine Bombe an ihren Hauseingang angeschlossen. Der letzte Bann wurde erst aufgehoben, als sie 80 Jahre alt war.
1975 schloss sie ihr Studium in Theologie an der University of London ab, das sie während ihres Hausarrestes begonnen hatte. Im selben Jahr wurde sie zum Honorary Fellow des King’s College in London erwählt.
Helen Joseph hatte keine leiblichen Kinder, nahm aber häufig Kinder von politischen Gefangenen und Exilanten als Pflegekinder auf. So sorgte sie längere Zeit für die Töchter von Nelson Mandela und Winnie Madikizela-Mandela, Zinzi und Zenani, sowie Bram Fischers Tochter Ilsa.

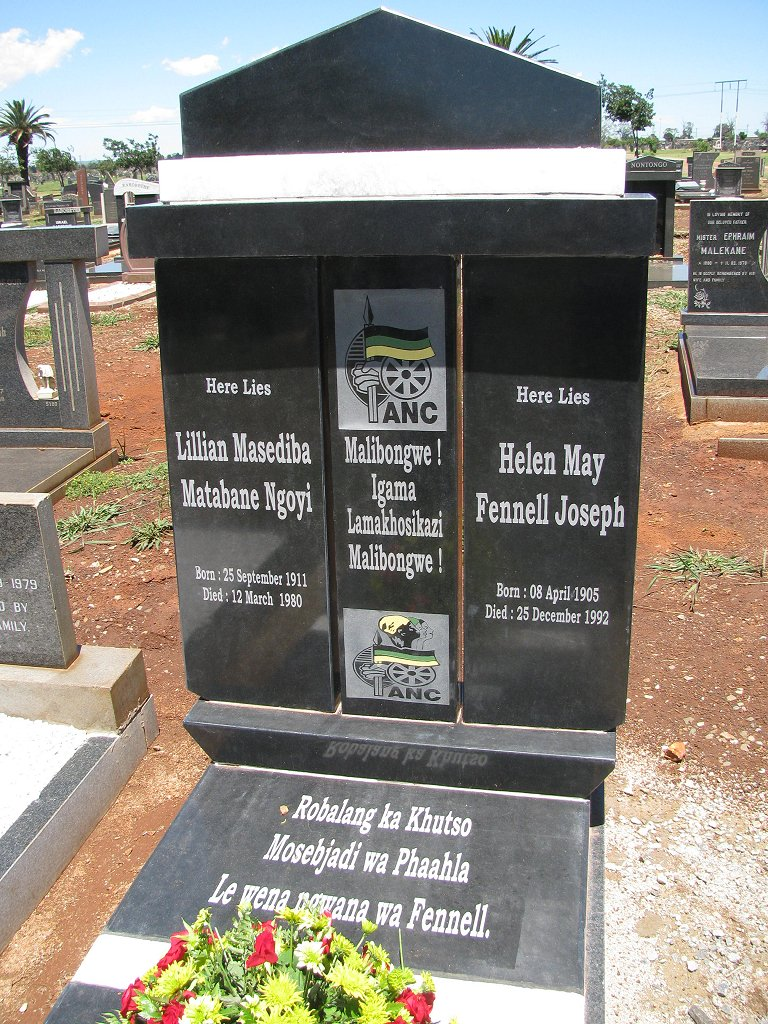
Grab Josephs in Soweto (zusammen mit Lilian Ngoyi)

Helen Joseph starb am 25. Dezember 1992 nach einem Schlaganfall. Sie wurde auf dem Avalon Cemetery in Soweto neben Lilian Ngoyi beerdigt, die ebenfalls am Marsch auf die Union Buildings teilgenommen hatte.

## Ehrungen
- 1992 wurde Helen Joseph mit dem Isitwalandwe bzw. Seaparankoe ausgezeichnet – deutsch etwa: „der den Federschmuck eines seltenen Vogels trägt“ – dem höchsten vom ANC verliehenen Orden.[2]
- Sie erhielt 1999 postum den südafrikanischen Order for Meritorious Service in Gold.[3]
- Das Universitätskrankenhaus der Witwatersrand-Universität in Johannesburg heißt Helen Joseph Hospital.
- Ein Studentenwohnheim an der Rhodes-Universität in Grahamstown trägt ihren Namen.
- Eine zentrale Straße im Stadtteil Glenwood in Durban wurde 2007 ebenfalls nach Helen Joseph benannt.

## Werke
- If This Be Treason. Deutsch, 1963
- Tomorrow's Sun – A Smuggled Journal From South Africa. Hutchinson, London 1966 und 1968
- Side by Side. Autobiografie. William Morrow, 1987, ISBN 978-0-688-07103-5
  - deutsch als: Allein und doch nicht einsam. Rowohlt, Reinbek 1987, ISBN 3-499-15928-7